# Вяземская, Вера Фёдоровна
Княгиня Ве́ра Фёдоровна Вя́земская, урождённая княжна Гагарина (6 сентября 1790 — 8 июля 1886) — жена Петра Андреевича Вяземского, конфидентка и корреспондентка Александра Сергеевича Пушкина.

## Биография
Старшая дочь генерал-майора Фёдора Сергеевича Гагарина и Прасковьи Юрьевны, урождённой княжны Трубецкой, во 2-м браке Кологривовой. Родилась в Яссах, куда, во время турецкого похода, последовала за мужем её мать. В 1794 году князь Гагарин был убит во время мятежа в Варшаве. Вера Фёдоровна получила воспитание под нежным попечением матери в Москве, куда Прасковья Юрьевна переселилась с малолетними детьми после смерти мужа. Филипп Филиппович Вигель писал о Вере Фёдоровне :
Не будучи красавицей, она гораздо более их нравилась... Небольшой рост, маленький нос, огненный, пронзительный взгляд, невыразимое пером выражение лица и грациозная непринужденность движений долго молодили её. Смелое обхождение в ней казалось не наглостью, а остатком детской резвости. Чистый и громкий хохот её в другой казался бы непристойным, а в ней восхищал; ибо она скрашивала и приправляла его умом, которым беспрестанно искрился разговор её.
В сентябре 1811 года в свете было объявлено о помолвке княжны Веры Гагариной с Петром Андреевичем Вяземским, а 18 октября 1811 года состоялась свадьба. Об их женитьбе сохранилось предание, записанное Петром Ивановичем Бартеневым:
В августе 1811 года у Прасковьи Юрьевны Кологривовой… собиралось молодое общество, и однажды одна из девиц бросила в пруд башмачок, а молодые люди, и в числе их князь Пётр Андреевич, кинулись вылавливать из пруда кинутый башмачок. Князь Вяземский захлебнулся в пруду, а когда его вытащили, уже не в силах был возвратиться к себе домой… а должен был лечь в постель в доме Кологривова. За ним, разумеется, ухаживали, и всех усерднее княжна Вера. Это продолжалось несколько времени и разнеслось между знакомыми. Кологривов объявил настойчиво, что для прекращения сплетен невольный их гость должен жениться на княжне Вере. Свадьба состоялась… причём князь венчался сидя в кресле…
Супруги жили дружно, несмотря на многочисленные увлечения Петра Андреевича. Поэт посвятил жене несколько стихотворений, самое известное из которых — «К подруге» (1812). Имя Веры Фёдоровны неразрывно связано с литературным кругом, группировавшимся вокруг её мужа. Она была другом Жуковского и находилась в родственной связи с семейством Карамзиных.

### Дружба с поэтом
В 1824 году в Одессе княгиня Вера познакомилась с Александром Сергеевичем Пушкиным. Между ними довольно быстро установились дружеские и доверительные отношения, сохранившиеся до конца жизни поэта, полушутливо Вяземская называла его «приёмным сыном». Письма княгини Веры к мужу из Одессы — один из источников сведений о Пушкине в период его южной ссылки.
О поэте она писала:
...я считаю его хорошим, но озлобленным своими несчастьями; он относится ко мне дружественно, и я этим тронута; он приходит ко мне даже когда скверная погода, несмотря на то что, по-видимому, скучает у меня, и я нахожу, что это очень хорошо с его стороны. Вообще он с доверием говорит со мной о своих неприятностях и страстях.
 С Вяземской поэт делился своими тайными планами бегства за границу, и она обещала ему в этом деле свою помощь. Известны шесть писем Пушкина к Вере Фёдоровне, он называл её «доброй и милой бабой», «княгиней-лебедушкой». В апреле 1830 года Пушкин писал ей :
Моя женитьба на Натали… решена, а Вас, божественная княгиня, прошу быть моей посаженной матерью.
 Его пожелание не сбылось: Вяземская заболела и не смогла присутствовать на свадьбе. После дуэли Пушкина с Дантесом княгиня Вера находилась в квартире умирающего поэта. После его смерти написала в Москву письмо, предназначенное для распространения в обществе, с рассказом о преддуэльных событиях и последних днях поэта.
Бартенев в разные годы (вероятно, с 1860-х по 1880-е) записывал рассказы супругов Вяземских о Пушкине. Вера Фёдоровна передала ему утверждение Идалии Полетики о том, что у Пушкина якобы был роман со свояченицей Александрой.

### Последние годы

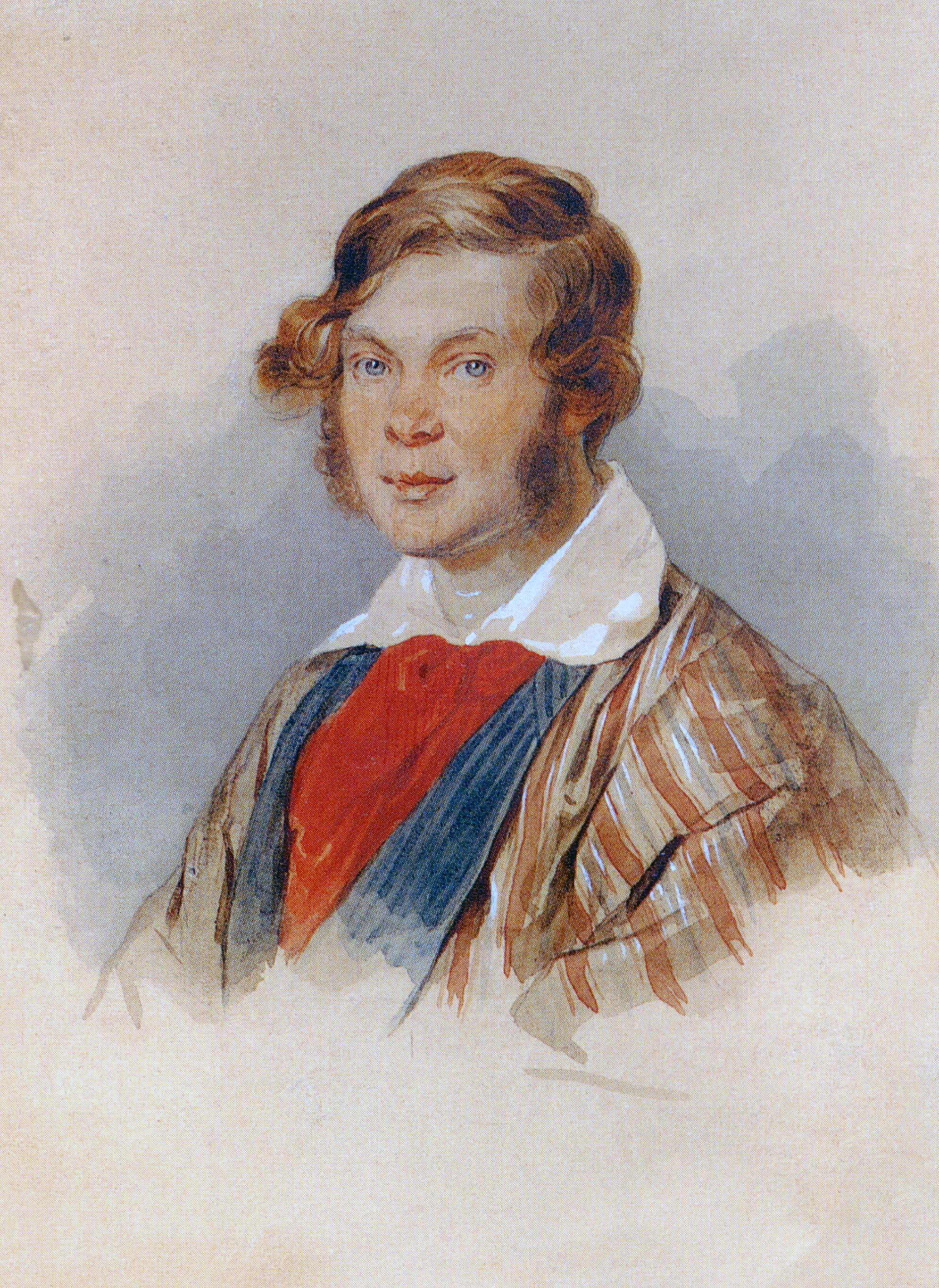
Пётр Андреевич Вяземский

Последние двадцать лет жизни Вяземские жили в основном за границей. Уход за мужем, переписывание его рукописей были непрестанным занятием Веры Фёдоровны. Граф Сергей Дмитриевич Шереметев, муж её внучки, вспоминал:
В своей неизменной, хотя и странствующей обстановке, среди мягких старомодных кресел, с неизбежным столиком для вышивания и с клубками шерсти, с шитыми занавесами, с опахалом или подушками, с памятною всем тростью в руках и в старомодном чепце, который она охотно снимала среди оживленного разговора, полная юношеского пыла, неподдельной веселости и остроумия, с своею чистою, старомосковскою русскою речью, с выходками и вспышками резвого и нестареющего ума, — княгиня Вера Фёдоровна была цельным типом старого Московского допожарного общества. Она кипятилась и негодовала, в то же время заливалась своим заразительным хохотом, следя за всем и живя в постоянном и разнообразном общении со множеством лиц; она принимала у себя запросто августейших посетителей разных стран с одинаковою непринужденностью и своеобразной простотою, не чуждою глубокого знания человеческих слабостей и придворного быта, и всех очаровывала блеском своего свежего, неувядаемого ума.
 Последние годы Вяземская провела в Баден-Бадене. Зять её, граф Валуев, называл её львицей Бадена. В 1878 году Вера Фёдоровна овдовела, не имея сил, чтобы перебраться на житьё в Россию, она приехала на железную дорогу, увозившую в Петербург тело князя, и приказала поставить в вагон гроб с останками их дочери Надежды, скончавшейся в 1840 году в Баден-Бадене. Там же Вяземскую навещал престарелый император Вильгельм, которого она принимала уже лежа.
Вера Федоровна Вяземская скончалась от рака в возрасте 95 лет в Баден-Бадене — городе, в котором за 8 лет до неё умер муж, за 14 лет — внук, а за 46 лет — дочь. Похоронили её в Петербурге на Тихвинском кладбище Александро-Невской лавры рядом с могилой мужа.

## Дети

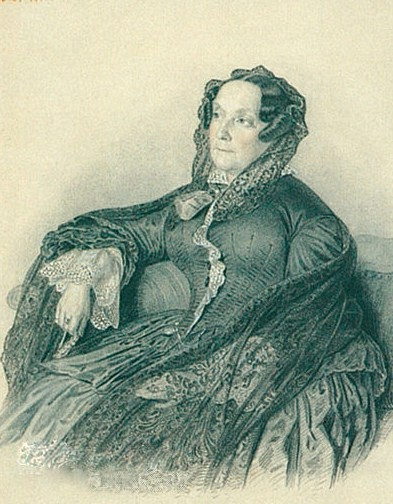
В. Ф. Вяземская в 1840-е гг.

Вера Фёдоровна родила восьмерых детей, но большинство из них умерли в очень раннем возрасте, родителей пережил лишь сын Павел. 
- Андрей Петрович (29.09.1812, Вологда[8] — 1814)
- Мария Петровна (1813—1849), с 1836 года была первой женой Петра Александровича Валуева (1815—1890), впоследствии графа и министра внутренних дел; умерла от холеры. По воспоминаниям князя А. М. Мещерского «она была замечательно миловидна, свежа, стройна и умственно развита, её портил только курносый носик, полученный ею по наследству от отца. Вследствие этого недостатка, в свете, где она считалась в числе львиц, её прозвали миловидной дурнушкой... Я не менее других её поклонников находился под влиянием её оригинальной красоты и чарующих голубых глаз»[9]. По свидетельству Александры Осиповны Смирновой, П. А. Валуев  «имел церемониймейстерские приемы, жил игрой, потому что ни жена, ни он не имели состояния»[10].
- Дмитрий Петрович (1814—1817)
- Прасковья Петровна (21.02.1817—11.03.1835), умерла от чахотки, была похоронена на Римском некатолическом кладбище. Пушкин писал жене в конце июля 1834 года[11]: «Княгиня едит в чужие края, дочь её больна не на шутку: боятся чахотки. Дай Бог, чтоб юг ей помог. Сегодня видел во сне, что она умерла, и проснулся в ужасе». Гоголь во время пребывания в Риме бывал на могиле княжны Вяземской и трогательно писал об этом её отцу. Зинаида Александровна Волконская посвятила князю Вяземскому стихотворение на смерть его дочери.
- Николай Петрович (30.04.1818—09.01.1825)
- Павел Петрович (1820—1888), камергер, сенатор, историк и литератор; с 1848 года был женат на вдове Марии Аркадьевне Бек, урождённой Столыпиной (1819—1889).
- Надежда Петровна (1822—1840), умерла от туберкулёза в Баден-Бадене.
- Пётр Петрович (28.03.1823—18.04.1826)

Дети
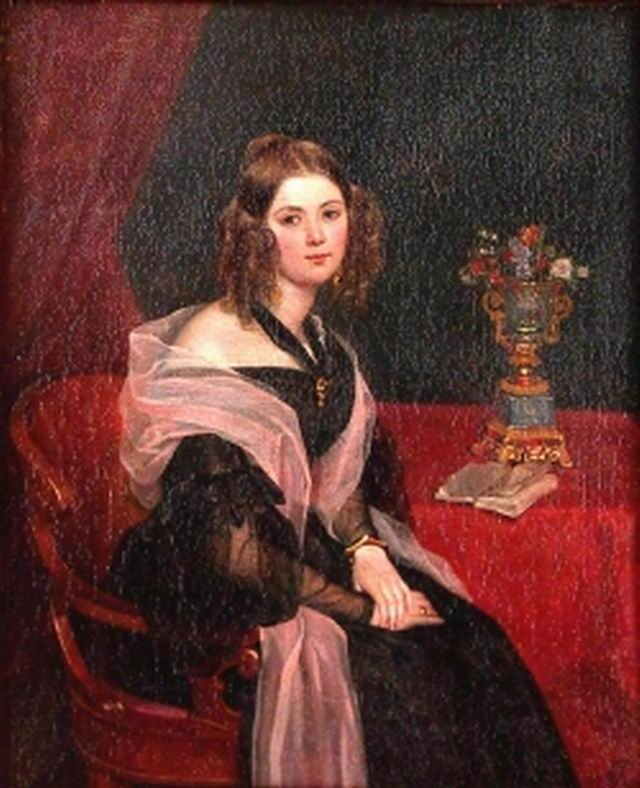
Мария Петровна, дочь
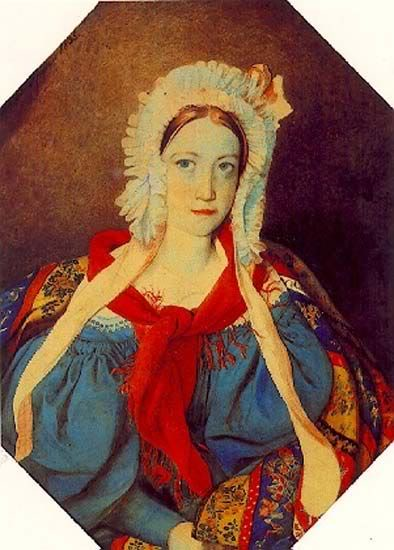
Прасковья Петровна, дочь
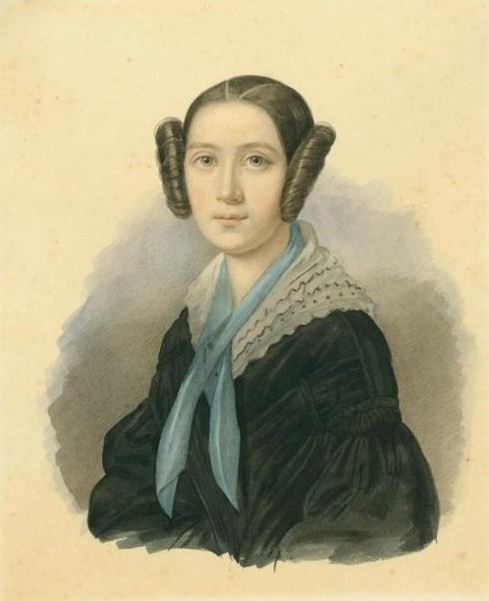
Надежда Петровна, дочь
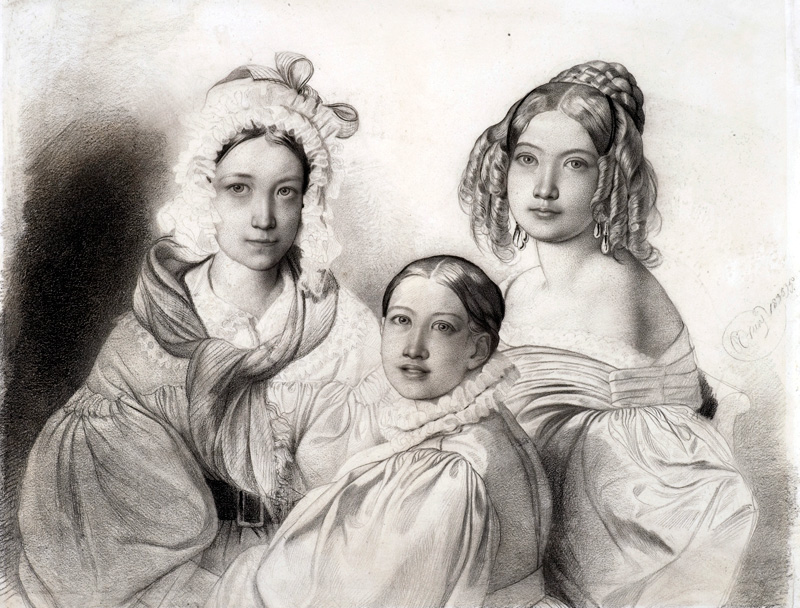
Прасковья, Надежда и Мария Вяземские
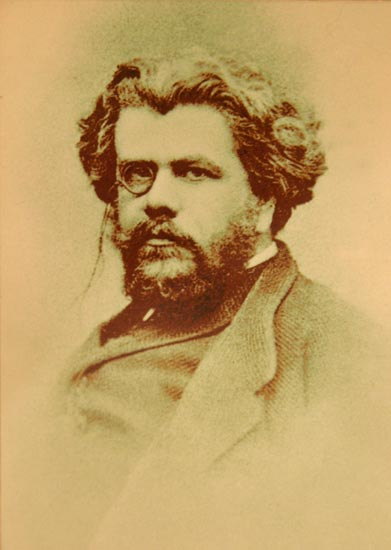
Павел Петрович, сын

## Комментарии
1. ↑  Письмо датируется предположительно первыми числами февраля 1837 года. Перевод с французского черновика опубликован Н. Ф. Бельчиковым в № 12 «Нового мира» за 1931 год. Исследователи предполагают, что письмо было адресовано или Екатерине Николаевне Орловой, или сестре Вяземской Надежде Фёдоровне Четвертинской.